# Koźlik

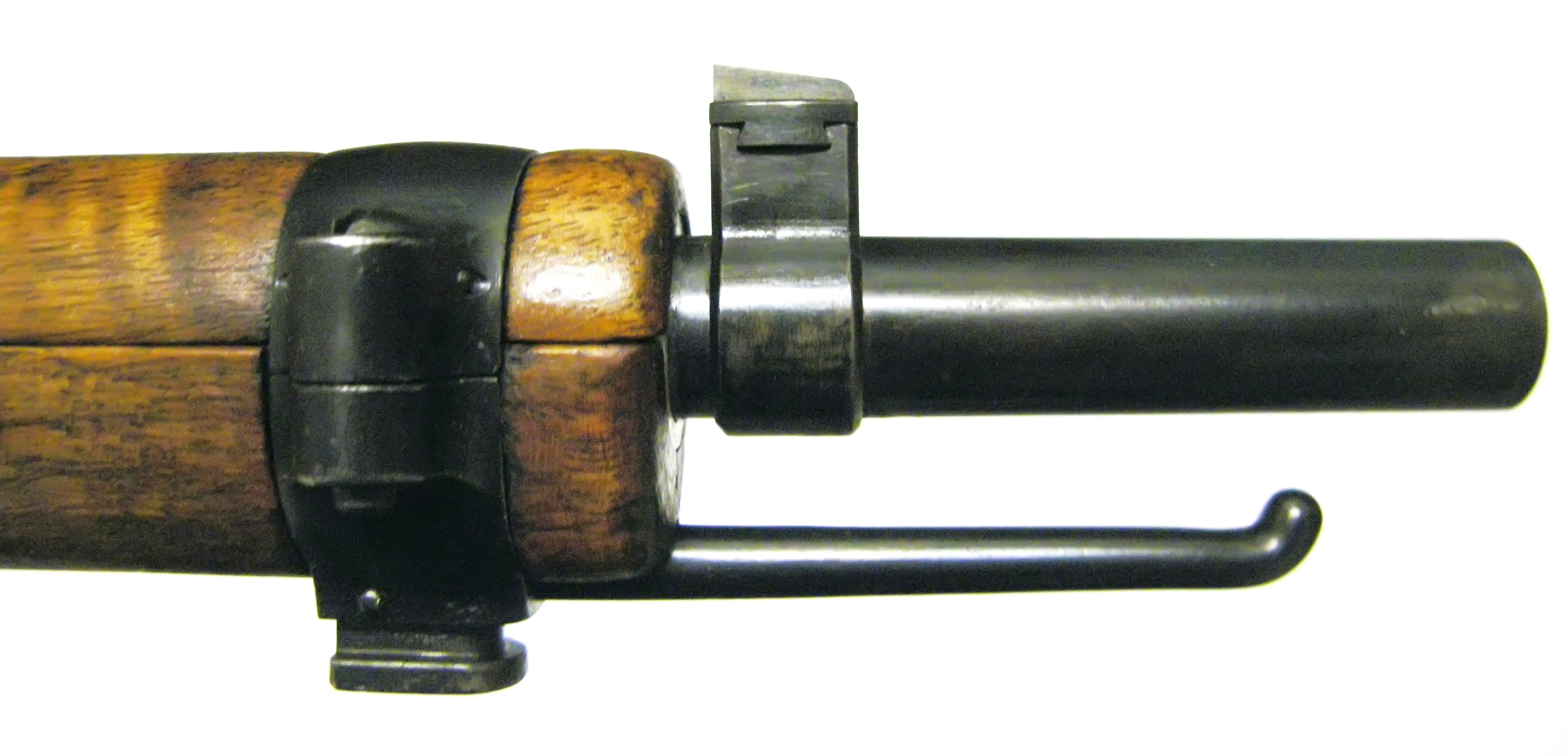
Koźlik (umiejscowiony pod lufą)

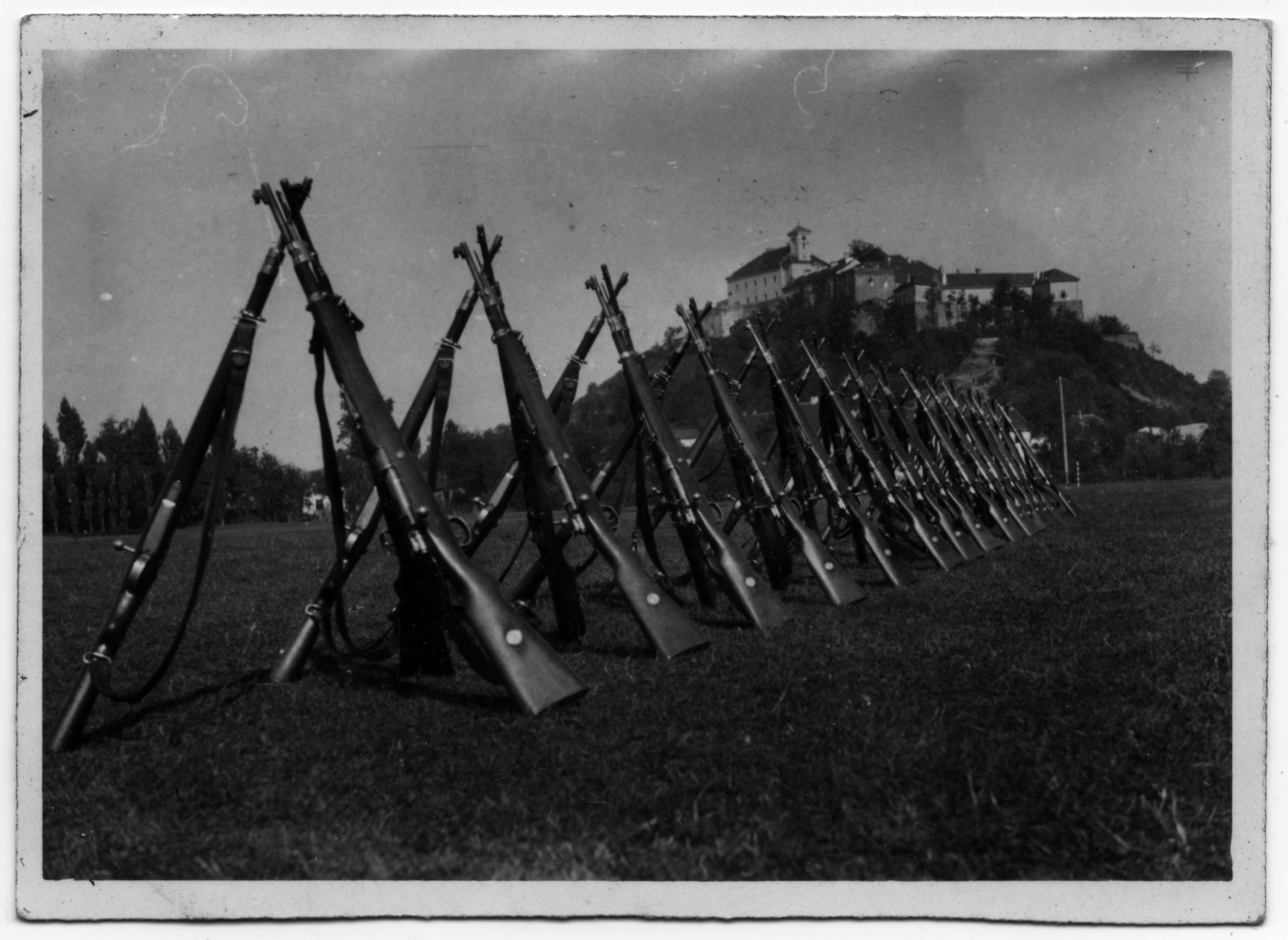
Karabinki vz. 24 ustawione w kozły

Koźlik – występ umieszczony w przedniej części łoża karabinu służący do ustawiania broni w „kozły”.
Aby ustawić broń w „kozły”, opierano karabiny kolbami o ziemię i zaczepiano je o siebie nawzajem koźlikami. Często funkcję koźlika pełni wycior lub założony na broń bagnet (np. w karabinie Lebel – bagnet Mle 1886 wyposażony w pełniący funkcję koźlika hak jelca).